# Самтацкаро
Самтацкаро (груз. სამთაწყარო) — село в Грузії.
За даними перепису населення 2014 року в селі проживає 1037 осіб.